# Prêmio TVyNovelas de melhor história ou adaptação
O Prêmio TVyNovelas de melhor história ou adaptação é um dos prêmios oferecidos durante a realização do Prêmio TVyNovelas, destinado à melhor história ou adaptação da televisão mexicana.

## Premiados e indicados
| Ano  | Vencedor                                                     | Telenovela                    |
| ---- | ------------------------------------------------------------ | ----------------------------- |
| 1986 | María Zarattini                                              | De pura sangre                |
| 1987 | Carlos Olmos                                                 | Cuna de lobos                 |
| 1988 | René Muñoz                                                   | Quinceañera                   |
| 1989 | Liliana Abud/Eric Vonn                                       | Amor en silencio              |
| 1990 | Eric Vonn                                                    | Mi segunda madre              |
| 1991 | María Zarattini/Vittoria Zarattini                           | Destino                       |
| 1992 | Florinda Meza                                                | Milagro y magia               |
| 1993 | René Muñoz                                                   | De frente al sol              |
| 1995 | Enrique Krause/Fausto Cerón-Medina                           | El vuelo del águila           |
| 1996 | Yolanda Vargas Dulché                                        | Alondra                       |
| 1997 | Cuauhtémoc Blanco/María del Carmen Peña                      | Cañaveral de pasiones         |
| 1998 | Javier Ruán                                                  | Pueblo chico, infierno grande |
| 1999 | Nora Alemán                                                  | La mentira                    |
| 2000 | Cuauhtémoc Blanco/María del Carmen Peña                      | Laberintos de pasión          |
| 2001 | René Muñoz/Liliana Abud                                      | Abrázame muy fuerte           |
| 2004 | María Zarattini                                              | Amor real                     |
| 2008 | Fernando Gaitan/Kary Fajer/Gerardo Luna                      | Destilando amor               |
| 2009 | Adrián Suar/Ximena Suárez/Aída Guajardo                      | Alma de hierro                |
| 2010 | Cuauhtémoc Blanco/María del Carmen Peña/Víctor Manuel Medina | Mi pecado                     |
| 2012 | María Zarattini/Claudia Velazco                              | La fuerza del destino         |
| 2013 | Martha Carrillo/Cristina García/Denisse Phiffer              | Amor bravío                   |
| 2014 | Kary Fajer/Ximena Suárez/Gerardo Lun/Julián Aguilar          | Amores verdaderos             |
| 2015 | Juán Carlos Alcalá/Rosa Salazar/Fermín Zúñiga                | Lo que la vida me robó        |
| 2016 | Martha Carrillo/Cristina García                              | A que no me dejas             |